# Chích rừng mặt đỏ
Chích rừng mặt đỏ (danh pháp hai phần: Phylloscopus laetus) là một loài chích lá thuộc chi Chích lá, họ Chích lá. Nó tạo thành một siêu loài với loài gần gũi nó là chích rừng họng vàng. Loài này phân bố ở tây Uganda và đông Cộng hòa Dân chủ Congo (các núi Ruwenzori]]), phía nam qua tây nam Uganda, tây Rwanda và tây Burundi. Nó sinh sống ở rừng cao nguyên có độ cao từ 1200-1300 mét, đặc biệt trong tre. Nó cũng hiện diện ở rừng thứ cấp.